# 16 Brygada Zmotoryzowana (polska)
16 Nidzicka Brygada Zmotoryzowana im. gen. dyw. Zygmunta Bohusz-Szyszko (16 BZmot.) – związek taktyczny piechoty zmotoryzowanej Sił Zbrojnych RP.

## Historia
2 października 2023 na spotkaniu wyborczym w zamku w Nidzicy, w trakcie kampanii wyborczej, ówczesny minister obrony narodowej Mariusz Błaszczak poinformował opinię publiczną o utworzeniu w Nidzicy nowej brygady zmotoryzowanej.
18 marca 2024 na terenie w Dywizyjnego Ośrodka Szkolenia Poligonowego w Ulesiu rozpoczęto proces formowania 16 BZmot. Zalążek brygady liczył 30 żołnierzy. Brygada wchodzi w skład 16 Dywizji Zmechanizowanej. 5 lutego 2024 na stanowisko dowódcy brygady został wyznaczony płk Tomasz Isio. We wrześniu 2024 brygada przeniosła się do osady Załuski koło Nidzicy. W marcu 2025 służbę w brygadzie pełniło około 600 żołnierzy.
Na podstawie decyzji Nr 96/MON ministra obrony narodowej z 18 lipca 2025 brygada przejęła i z honorem kultywuje dziedzictwo tradycji oddziałów i pododdziałów 16 Pomorskiej Dywizji Piechoty, przyjęła nazwę wyróżniającą „Nidzicka”, otrzymała imię gen. dyw. Zygmunta Bohusz-Szyszko, a swoje święto będzie obchodzić 22 września, w rocznicę wręczenia sztandarów 64, 65 i 66 pułkom piechoty oraz trąbki 16 pułkowi artylerii polowej na błoniach Grudziądza w 1929.